# Giacomo Favretto
Giacomo Favretto (Venècia, 1849 - Venècia, 1887) fou un pintor italià del segle xix. Favretto va ser alumne d’Antonio Rotta, qui va influir en tota la seva pintura.
Es va formar a l'Acadèmia de Venècia i es va dedicar a realitzar pintures de gènere, fent servir el color d'una manera molt personal. A nivell professional també va realitzar retrats, pel que va tenir molt d'èxit entre la burgesia de la zona. Algunes de les seves obres més destacades són Lliçó d'anatomia, Després del bany i Vandalisme. entre d'altres.